# شوالیه‌های روسی

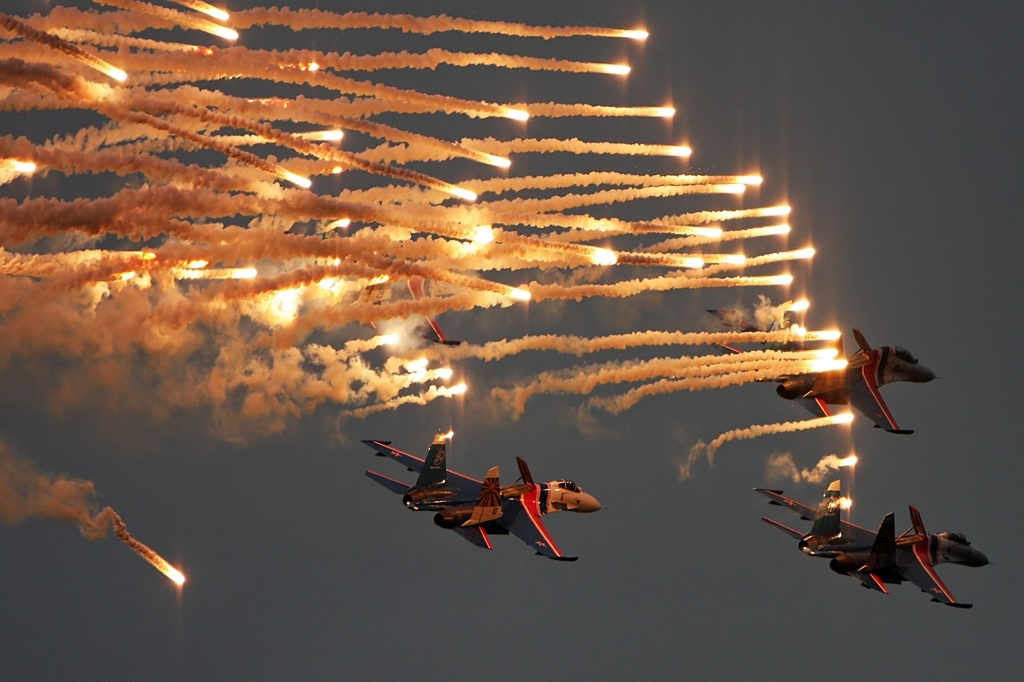
سوخو ۲۷ در حال رهاسازی شراره‌ها

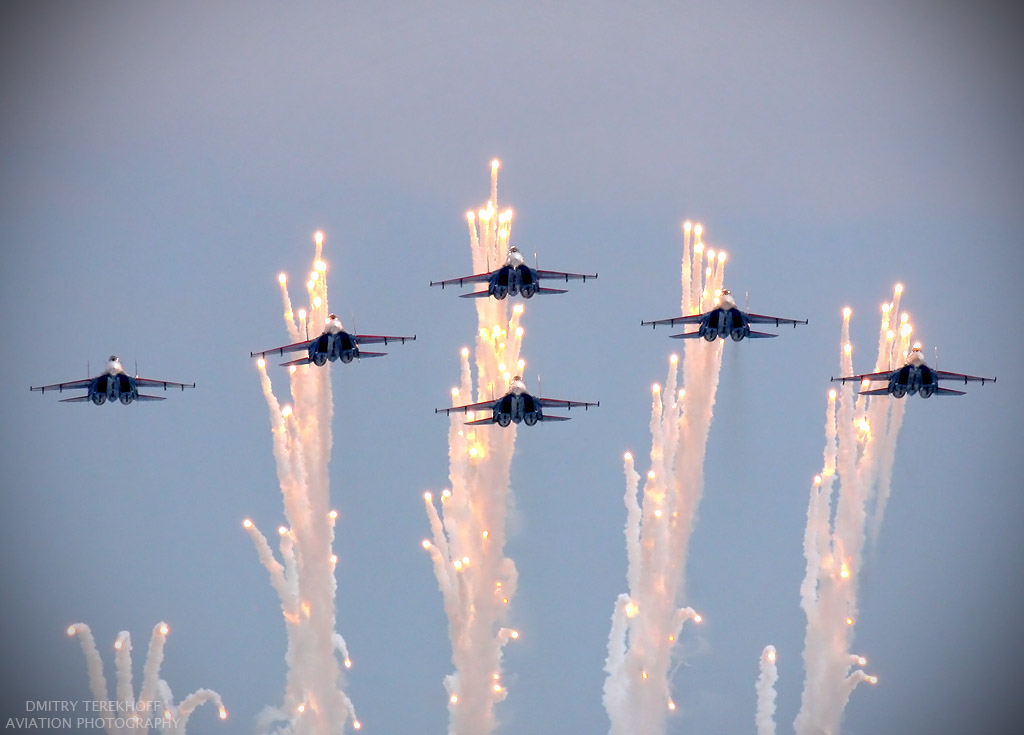
یک مانور یادبود به یاد خلبان ایگور تِخاچِنکو

گروه شوالیه‌های روسی (به روسی: Русские Витязи, Russkiye Vityazi) تیم آکروجت حرفه‌ای با ملیت روس است که یکی از تیم‌های مطرح و رده بالای نمایش هوایی جهان به‌شمار می‌رود. تاکنون ویدیوهای زیادی از این گروه منتشر شده است. وبسایت رسمی شوالیه‌های روسی نیز از سال ۱۹۹۱ تاکنون تصاویر این گروه را منتشر می‌کند.

## تاریخچه گروه
پایگاه نیروی هوایی کوبینکا (CPAT، مرکز نمایش تجهیزات هوانوردی)  ، واقع در 60 کیلومتری غرب مسکو ، هم در روسیه و هم در خارج از کشور به خوبی شناخته شده است. برای سالیان متمادی، خلبانان پایگاه هوایی کوبینکا در رژه های هوایی جنگی متعدد شرکت کردند. پرسنل فنی و خلبانان پایگاه هوایی از اولین کسانی بودند که بر انواع جدید هواپیماهای جت تسلط یافتند. در حال حاضر، پایگاه هوایی کوبینکا به عنوان بهترین مدرسه هوازی در روسیه شناخته می شود . تیم های آکروباتیک "شوالیه های روسی" و " استریژی " در اینجا مستقر هستند. امروزه کوبینکا یکی از بزرگترین پایگاه های نیروی هوایی در منطقه مسکو است.
از سال 1938  - هنگ های هوایی 11 و 24. از فرودگاه کوبینکا ، خلبانان ارتش سرخ در طول جنگ بزرگ میهنی از آسمان مسکو دفاع کردند . پس از پایان جنگ، لشکر هوانوردی جنگنده پرچم قرمز 324 Svir در اینجا مستقر شد. در نوامبر سال 1950 لشکر با نیروی کامل به کره منتقل شد و جای آن را لشکر 9 هوانوردی جنگنده گرفت. از سال 1952 ، هنگ 234 هوانوردی جنگنده، سلف 237 امین مرکز نمایش تجهیزات هوانوردی فعلی، در کوبینکا مستقر شده است. 

## شروع پروازها
در سالهای پس از جنگ، خلبانان کوبینکا با جنگنده های دفتر طراحی میکویان  - MiG-15 ، MiG-17 ، MiG-19 ، MiG-21 ، MiG-23 و MiG-29 پرواز کردند . در ماه مه 1989 ، اسکادران اول هوانوردی هنگ هوانوردی جنگنده 234 گارد پروسکوروفسکی جنگنده های Su-27 را دریافت کرد . به زودی اولین پروازهای آموزشی به صورت جفت، سه و سپس چهار هواپیما انجام شد. خلبانی هواپیماهای جدید در یک گروه به دلیل اندازه، وزن و اینرسی بسیار دشوارتر بود.
در ابتدای سال 1991، سرانجام ترکیب تیم 6 هواپیمای هوازی تشکیل شد و در 5 آوریل همان سال، تیم آکروباتیک به طور رسمی با نام "شوالیه های روسی" تأسیس شد. هواپیماهای Su-27 به رنگ پرچم ملی روسیه رنگ آمیزی شده اند .

## جنگنده‌های به‌کارگیری شده
این گروه تا پیش از سال ۲۰۱۶ شش فروند جنگندهٔ سوخو-۲۷ داشت؛ ولی در سال ۲۰۱۶ این شش فروند را بازنشسته کرده و هشت فروند سوخو-۳۰ به‌جای آنها به خدمت گرفته است. گروه در سال ۲۰۱۹ دارای ۱۲ فروند جنگنده است و تنها مدل‌های زیر را در ناوگان دارد.
- سوخو-۳۰ (هشت فروند سوخو-۳۰-اس‌ام با شماره‌های دُم (۳۰ - ۳۱ - ۳۲ - ۳۳ - ۳۴ - ۳۵ - ۳۶ - ۳۷)
- سوخو-۳۵ (چهار فروند سوخو-۳۵-اس)

## ماجرای اسکورت شوالیه‌های روسی در ایران
شوالیه‌های روسی در مسیر برگشت از نمایش‌های هوایی بحرین به روسیه مجبور به عبور از حریم هوایی جمهوری اسلامی ایران شدند. طبق قوانین در صورتی که هواپیماهای بیگانه بخواهند از حریم هوایی کشوری عبور کنند باید توسط جنگنده‌های کشور میزبان اسکورت شوند تا دست به عمل‌های خراب کارانه نزنند. تیم شوالیه‌های روسی هنگام عبور از حریم هوایی ایران ابتدا با فانتوم‌های نیروی هوایی اسکورت شدند ولی دست به افزایش ارتفاع زدند که فانتوم‌ها ناچار شدند مأموریت خود را به تامکت‌های نیروی هوایی واگذار کنند و تامکت‌های نیروی هوایی آن‌ها را تحت نظر گرفتند.

## حوادث
- در سال ۱۹۹۵ میلادی، دو فروند سوخو-۲۷ و یک فروند سوخو-۲۷یوبی هنگام انجام نمایش با یکدیگر برخورد کردند که در این رویداد ۴ خلبان جان باختند.[۷][۸]
- در سال ۱۹۹۷ یک فروند سوخو-۲۷ مجبور به فرود بدون ارابهٔ فرود شد. در این رویداد که از آن فیلمبرداری نیز شده است، کسی آسیب ندید.[۹][۱۰]
- در سال ۲۰۰۹ دو فروند سوخو-۲۷ در حال اجرای تمرین برای نمایشگاه ماکس ۲۰۰۹ بودند که در هوا با یکدیگر برخورد کردند. هر دو هواپیما پیرامون ویلاهای آن منطقه سقوط کردند؛ ولی یکی از جنگنده‌ها مستقیماً به یک ویلا بر روی زمین برخورد کرد و تلویزیون روسیه نیز گزارشی در این باره منتشر کرده است.[۱۱] در این حادثه تنها یک خلبان به نام ایگور تخاچنکو (Igor Tkachenko) جان باخت. دمیتری مدودف رئیس‌جمهور روسیه بلافاصله یک پیام تسلیت برای خانوادهٔ ایگور تخاچنکو صادر کرد. همچنین یکی دیگر از خلبانان به شدت از ناحیه ستون فقرات مجروح شده و در بیمارستان بستری شد.[۱۲] از لحظهٔ سقوط یکی از این هواپیماها فیلمبرداری شده است که در مزرعه‌ای از یک خانه ویلایی سقوط کرده است.[۱۳]
- در سال ۲۰۱۶ یک سوخو-۲۷ سقوط کرد. خلبان درحالی‌که قصد داشت از برخورد هواپیما با خانه‌های اطراف جلوگیری کند، موفق به اجکت نشد و درگذشت. این سانحه تا پایان سال ۲۰۱۹ آخرین سانحه در گروه شوالیه‌های روسی بوده است.[۱۴]

## نگارخانه

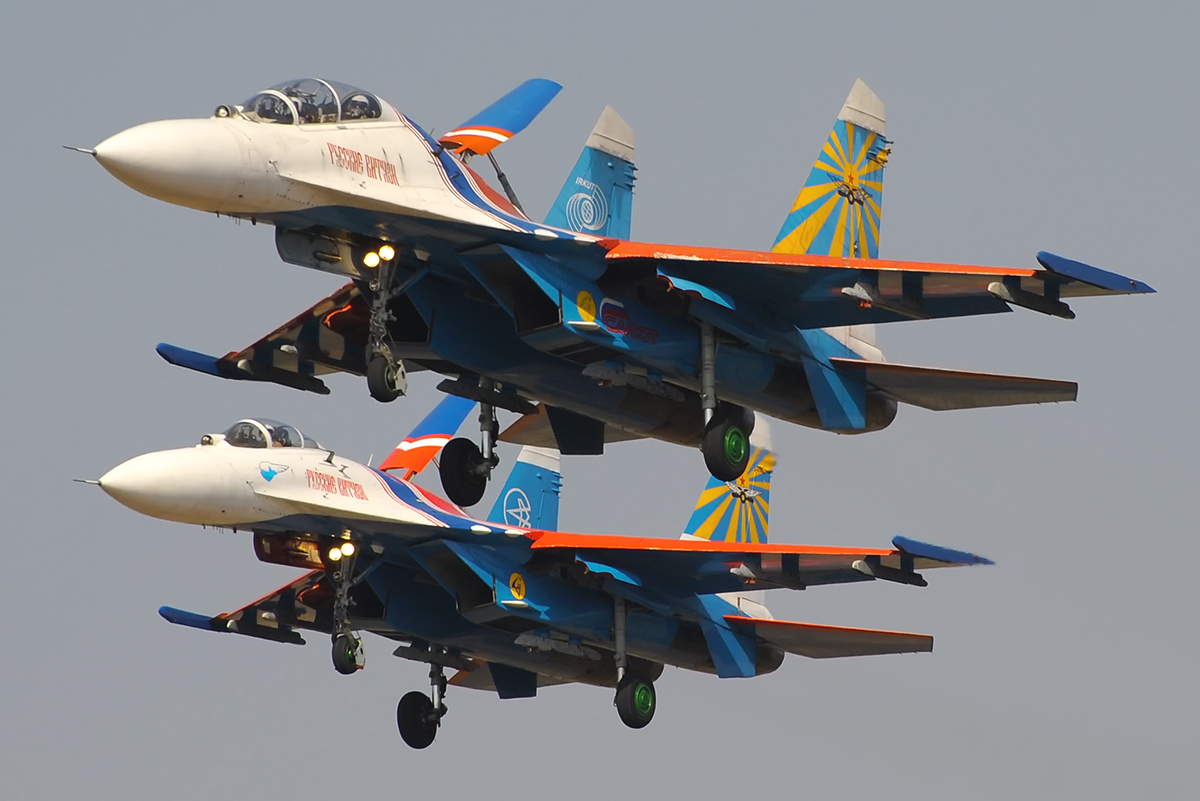
سوخو-۲۷-اس
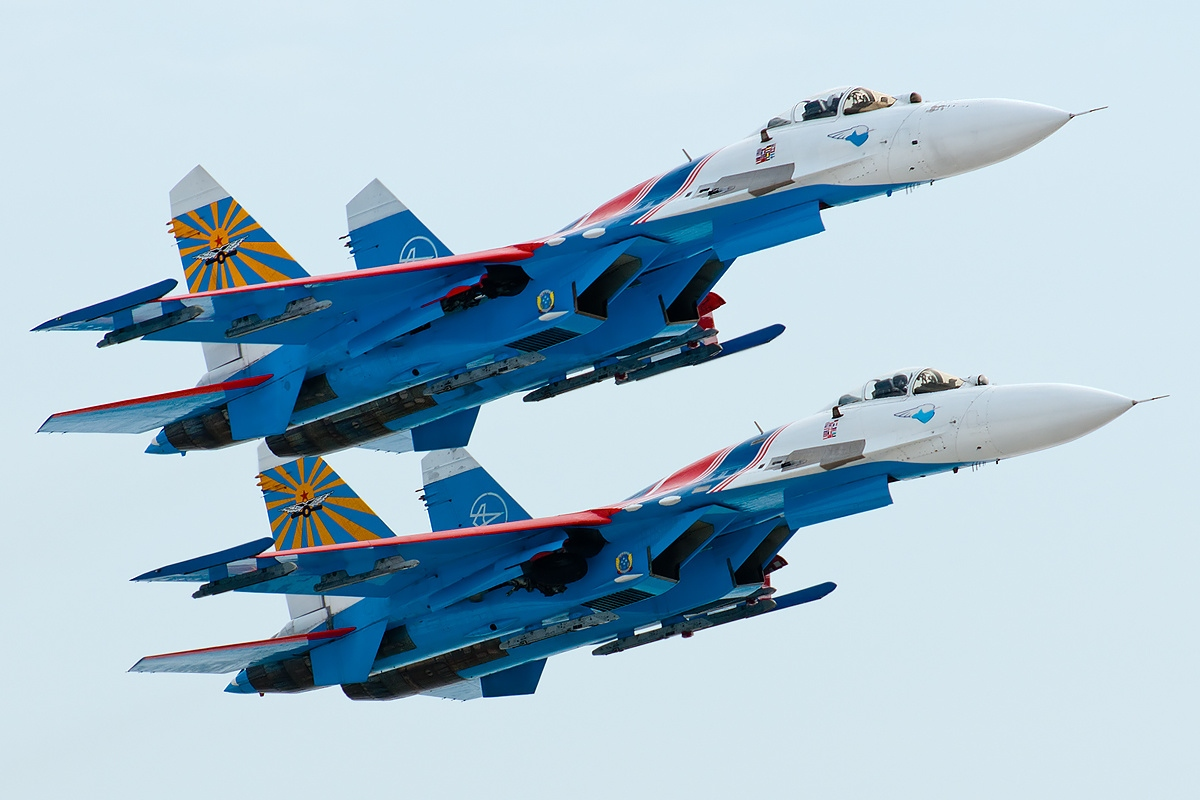
سوخو-۲۷-اس
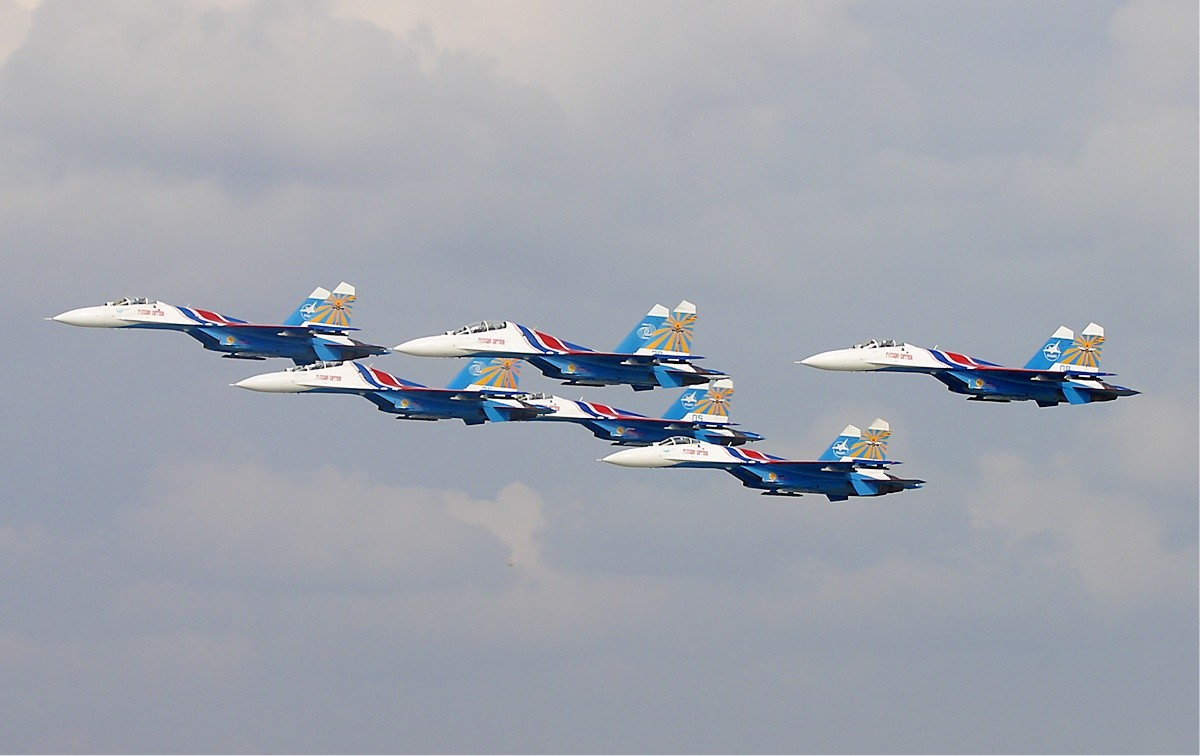
سوخو-۲۷-اس
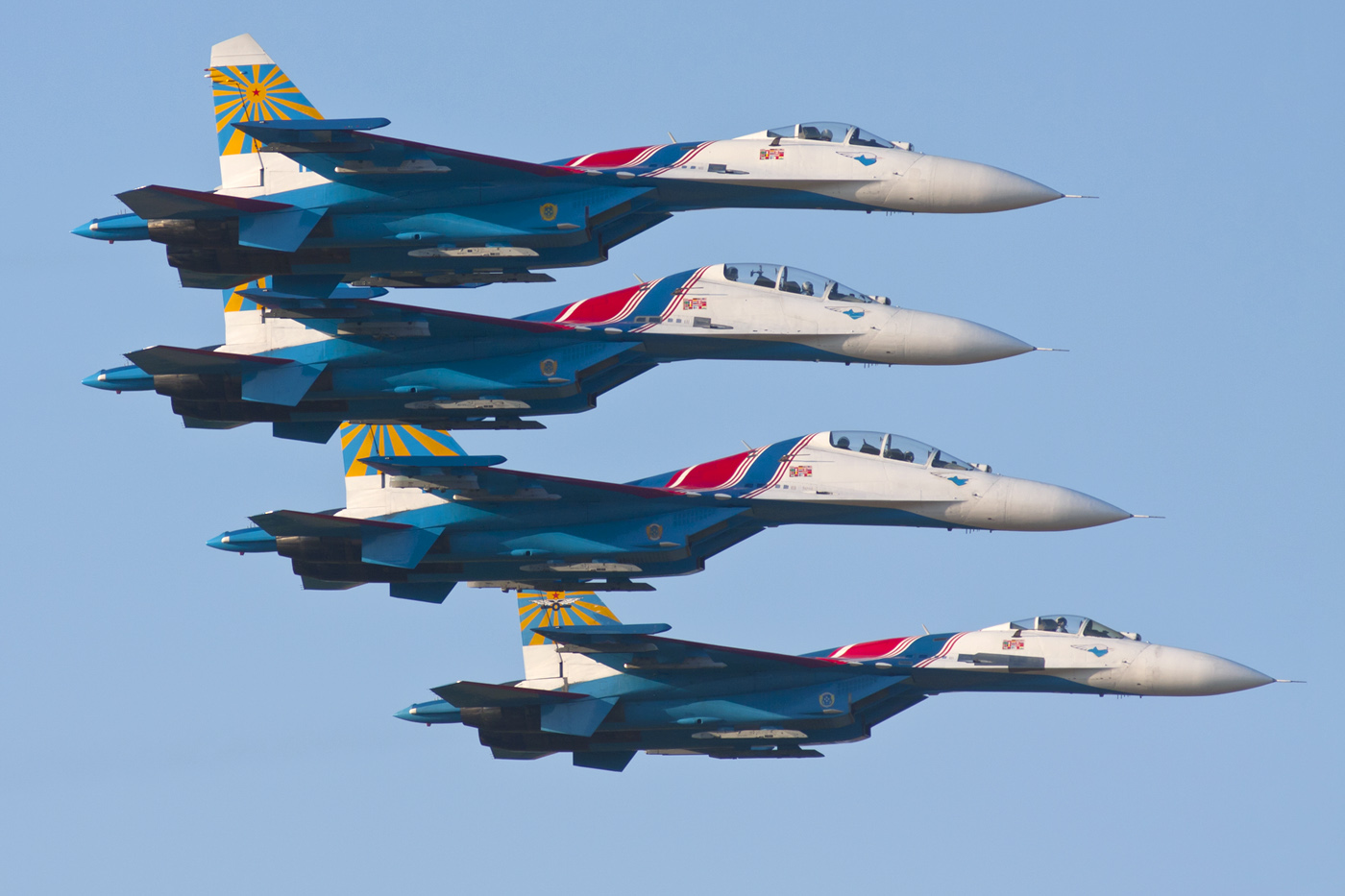
سوخو-۳۰-ام
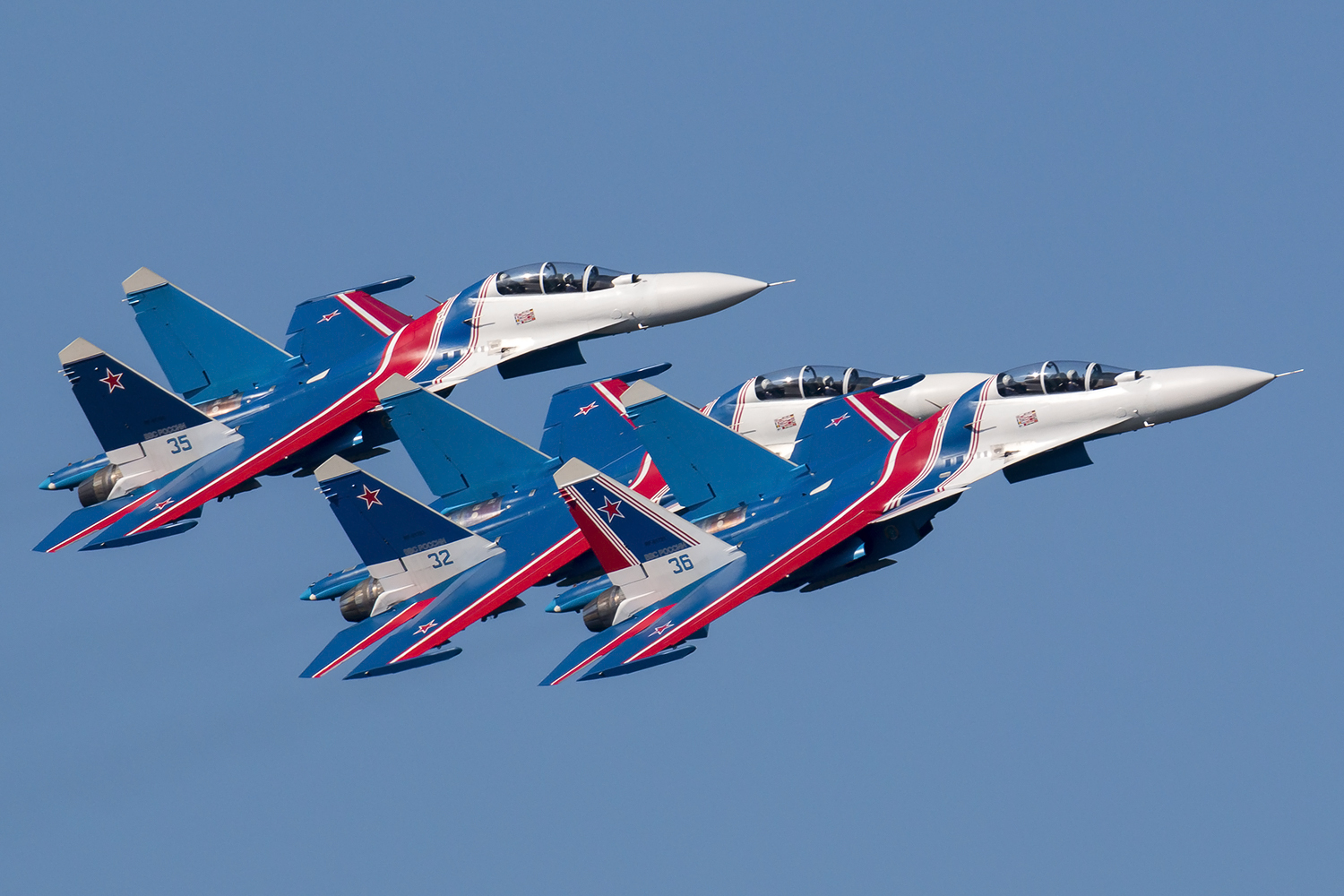
سوخو-۳۰-ام
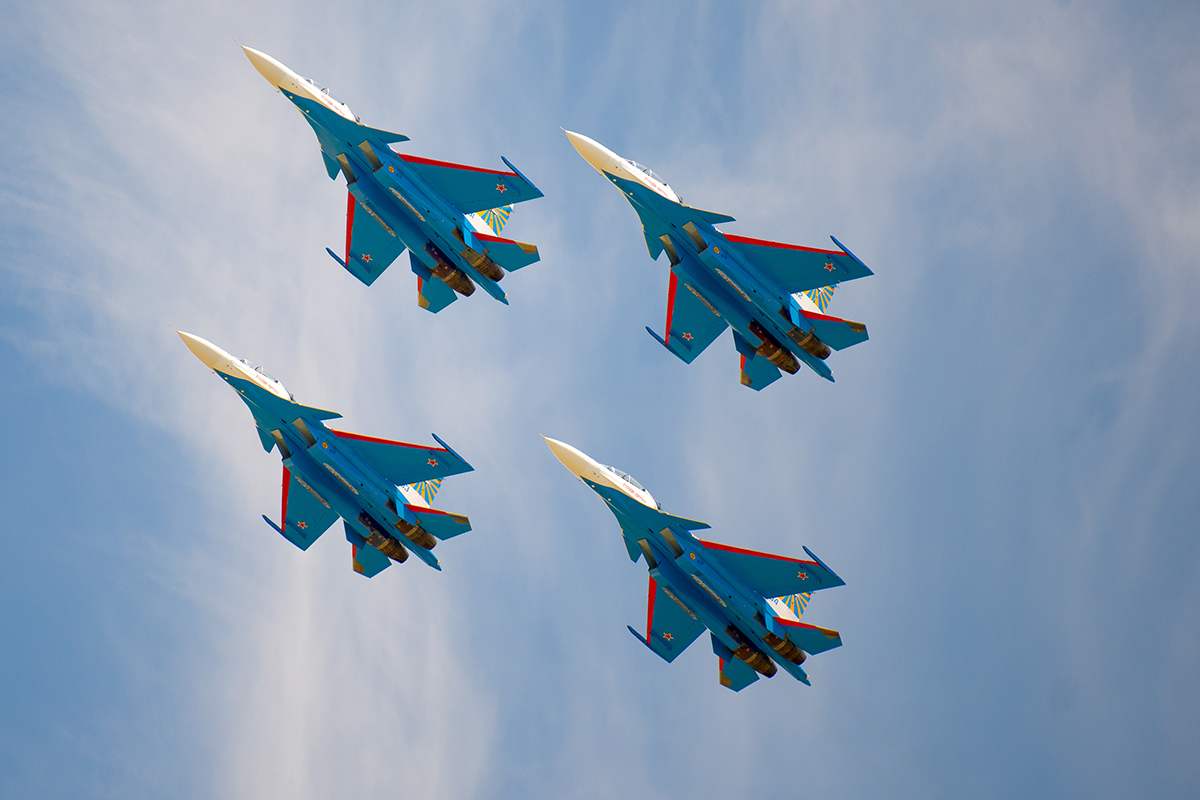
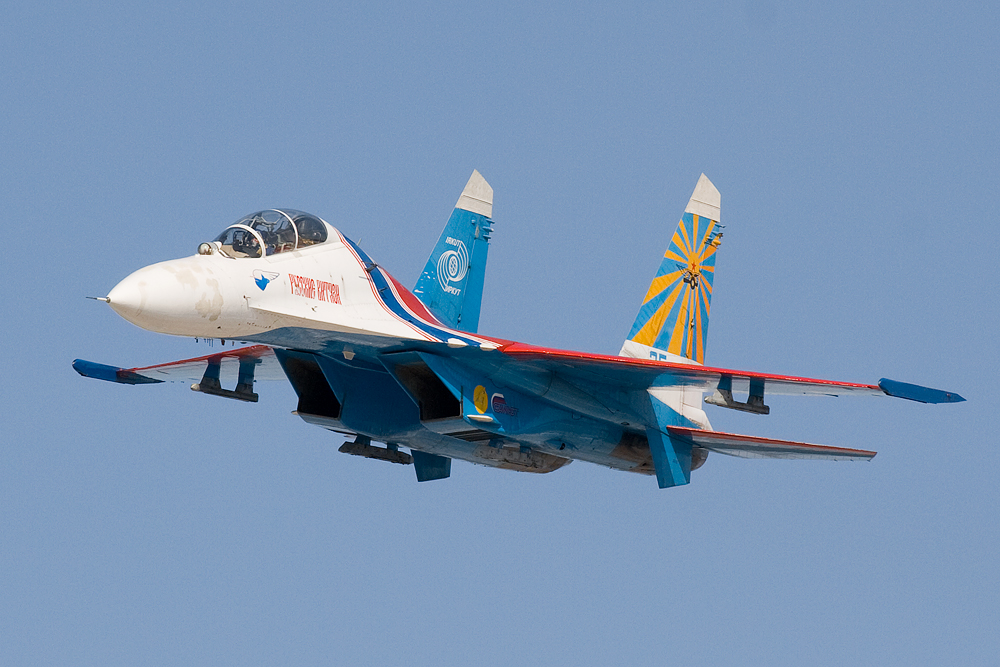
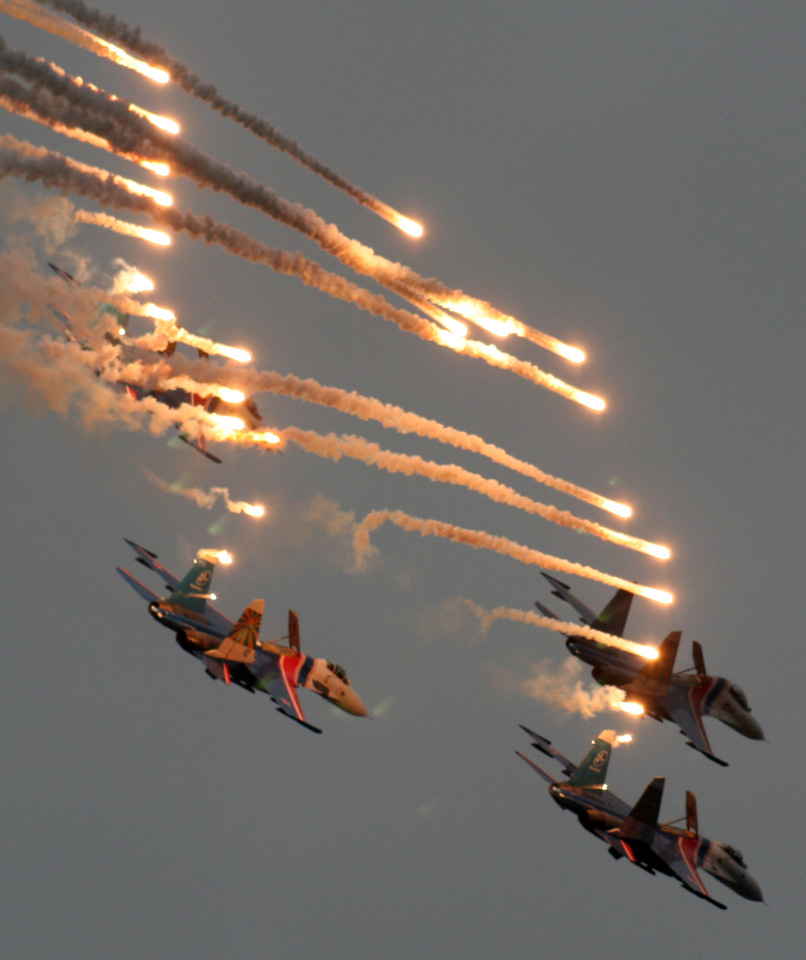
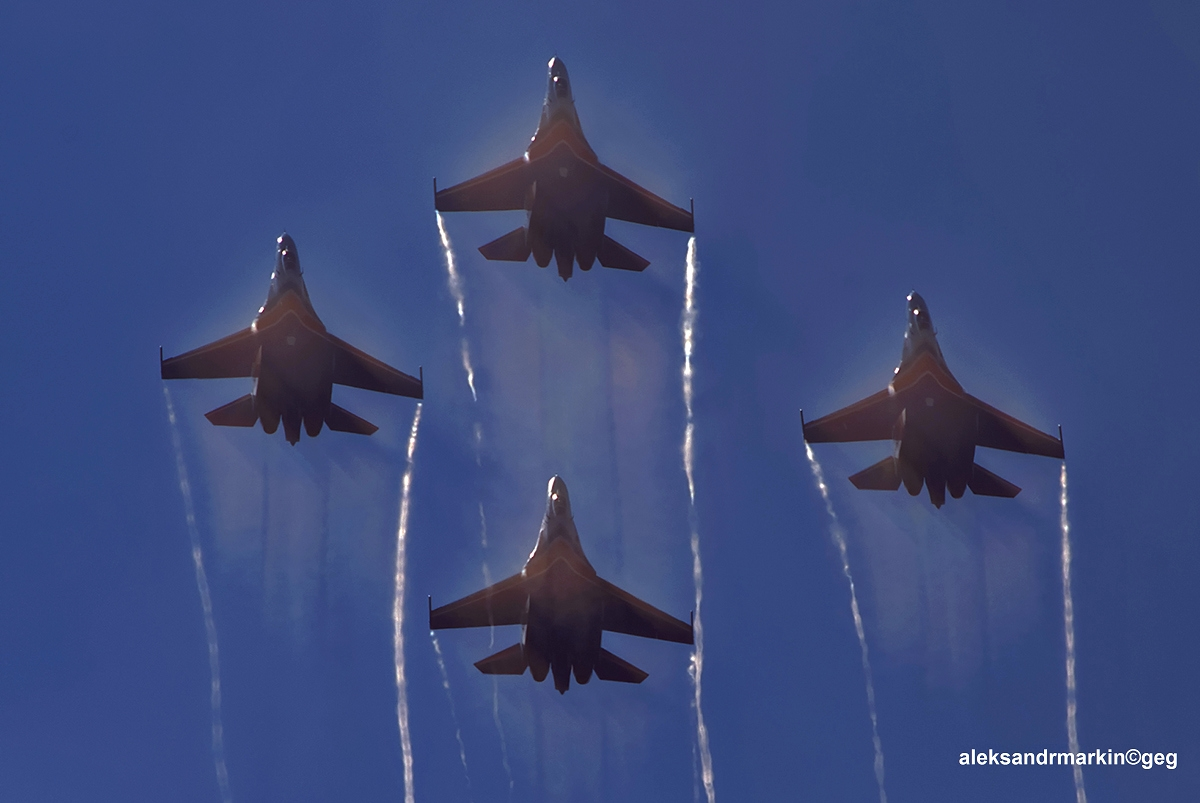
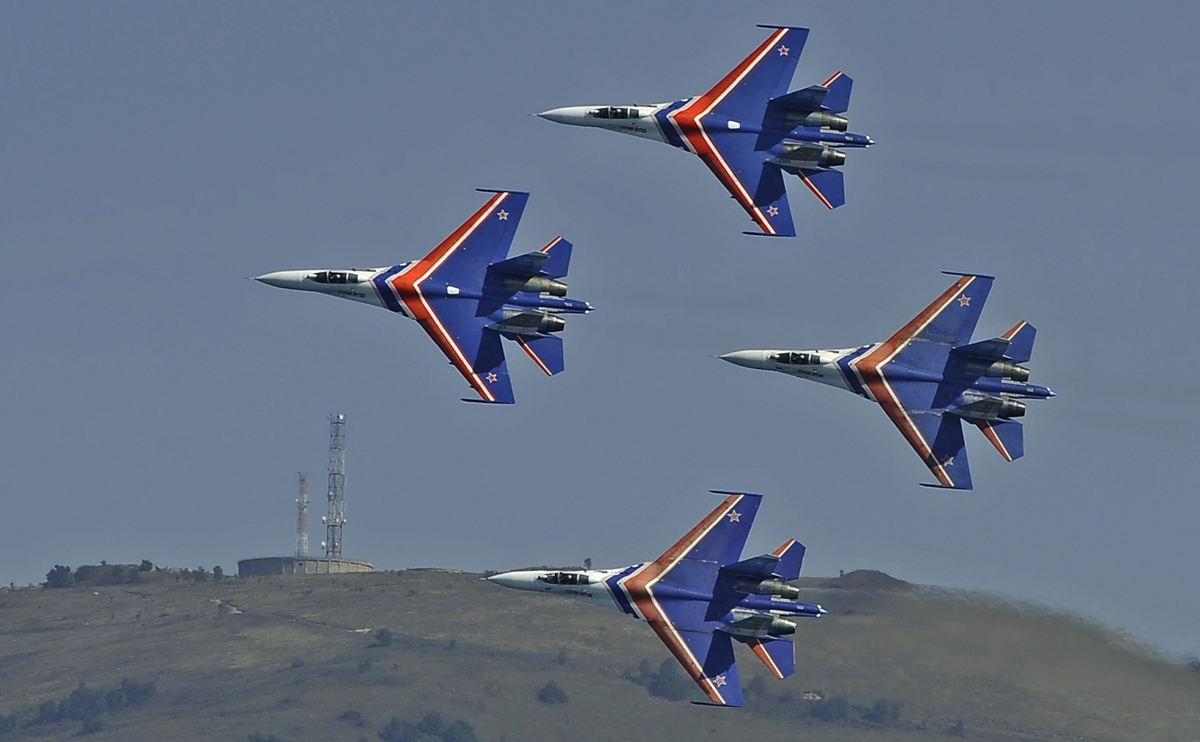
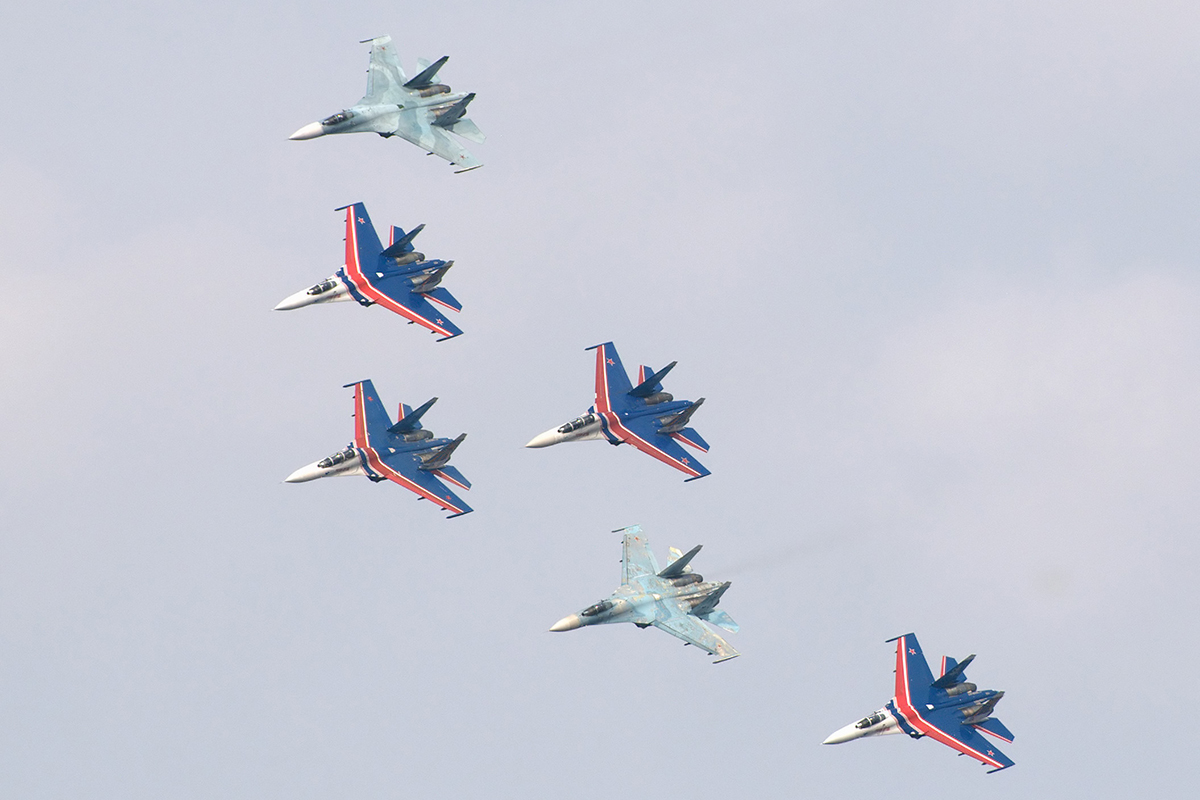
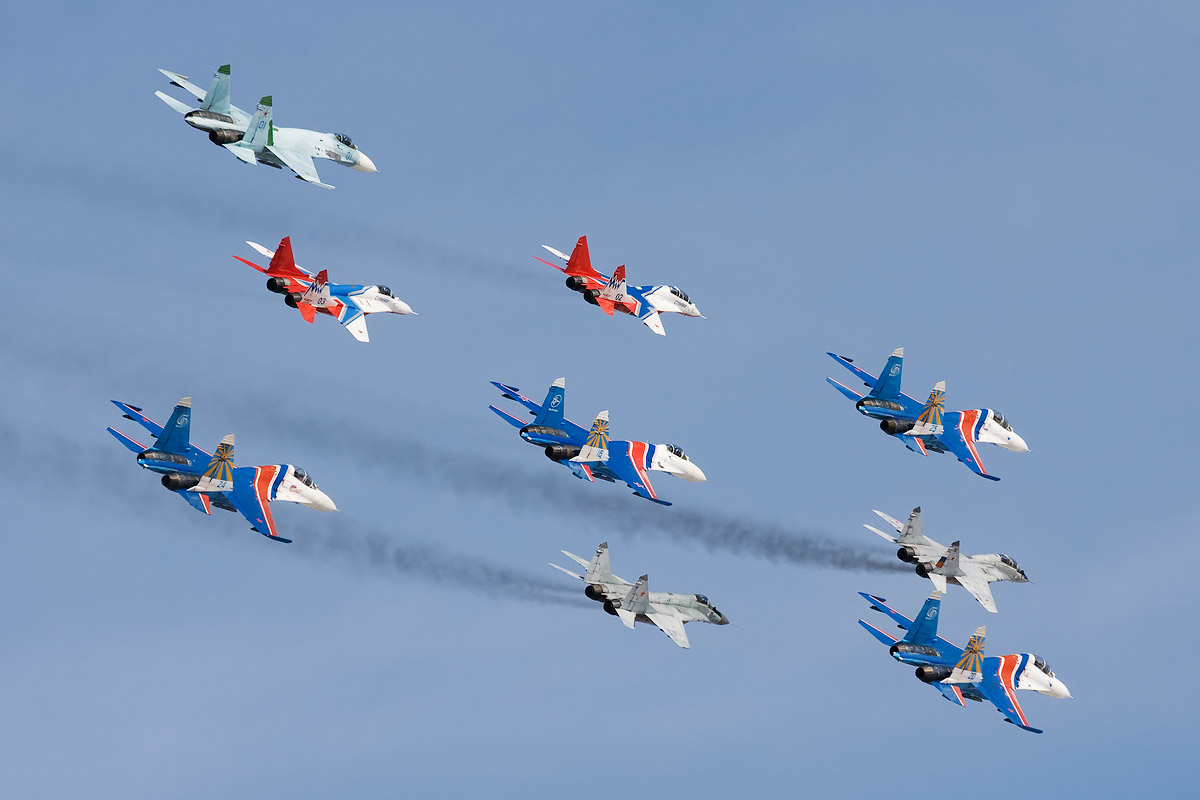
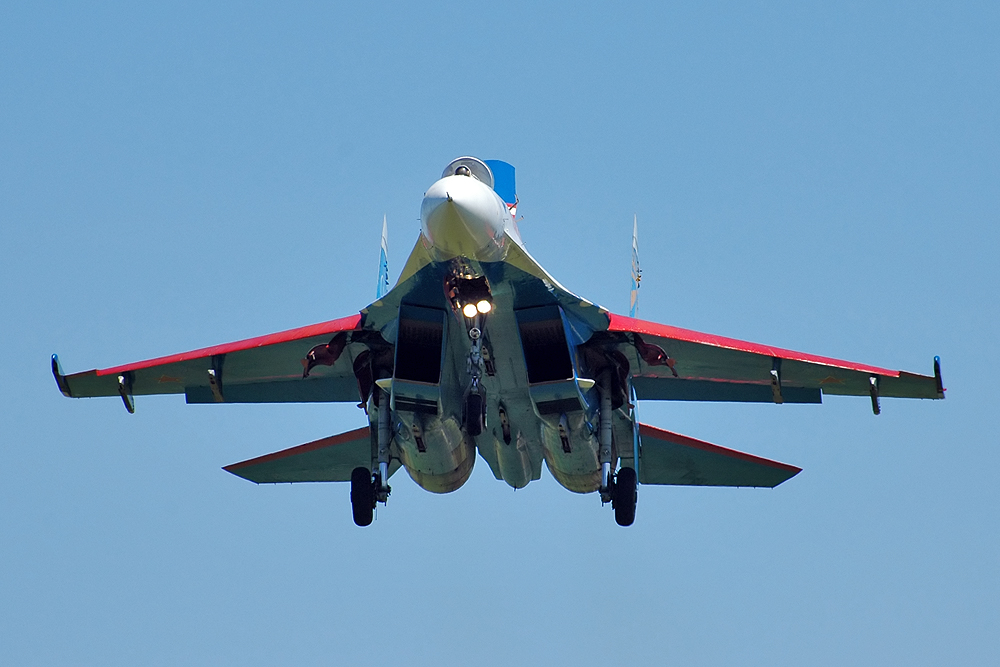
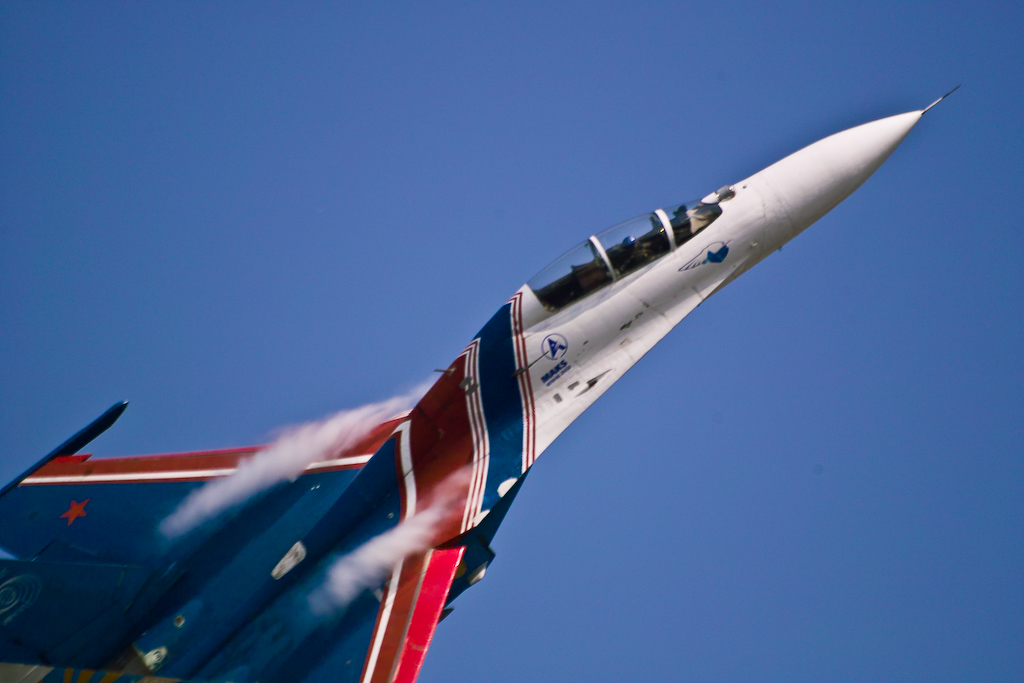
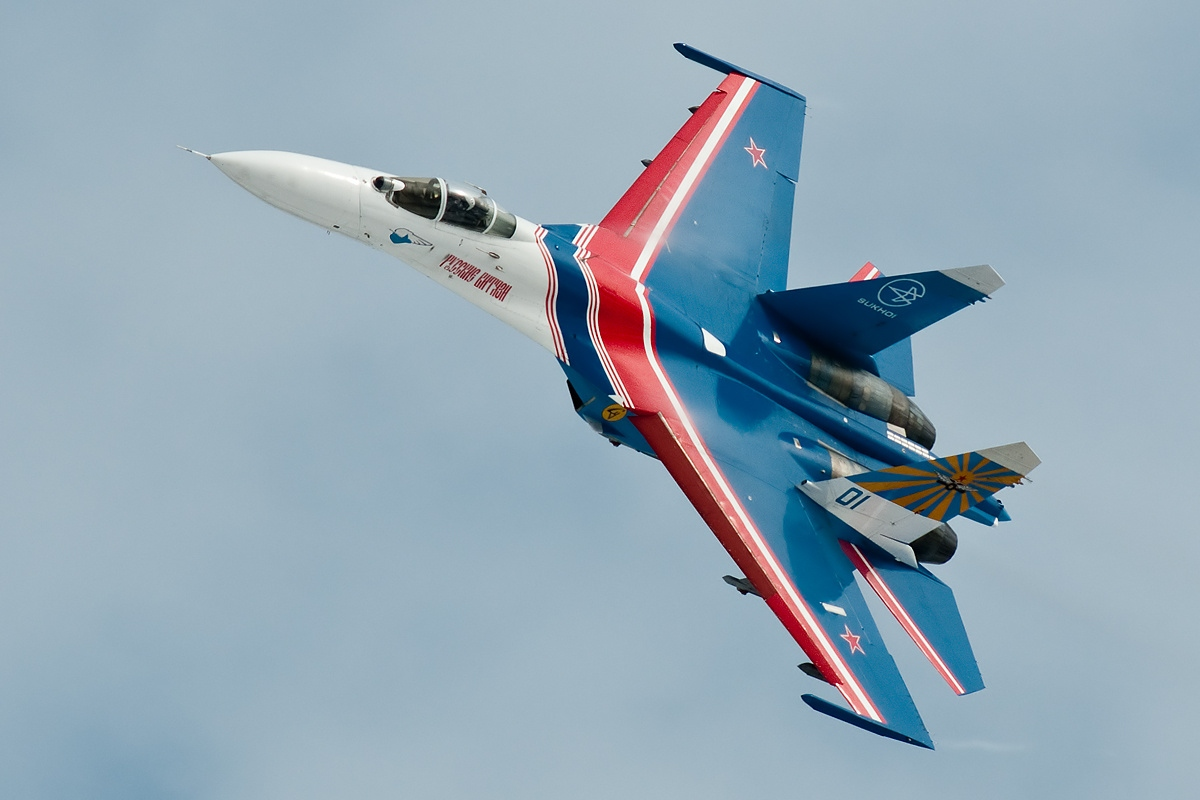
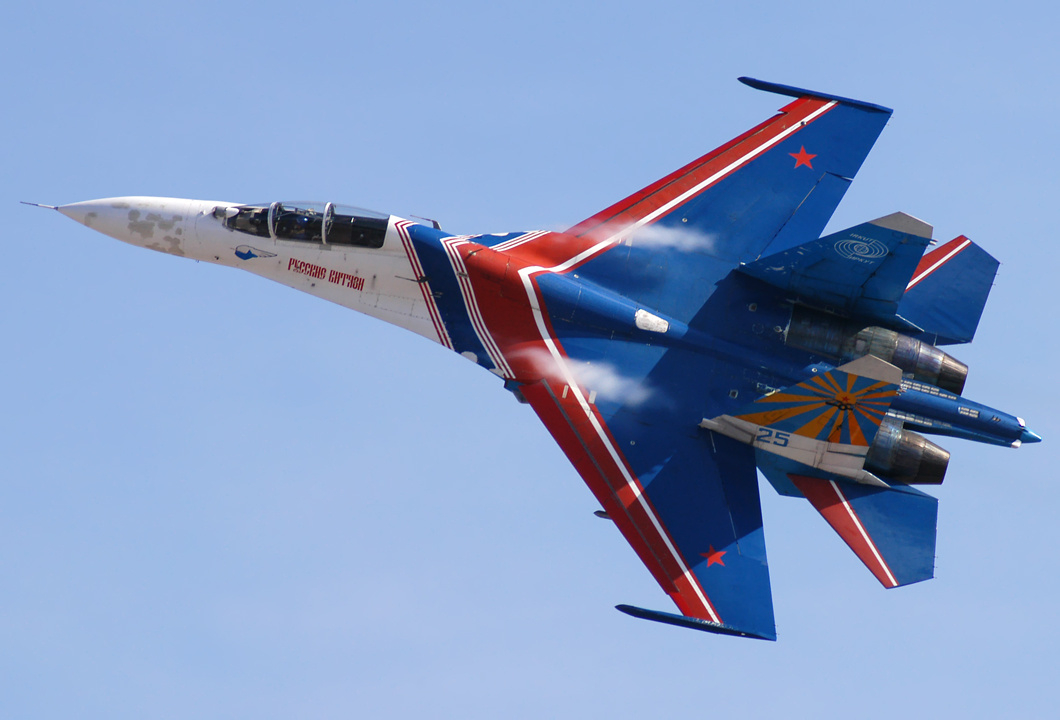
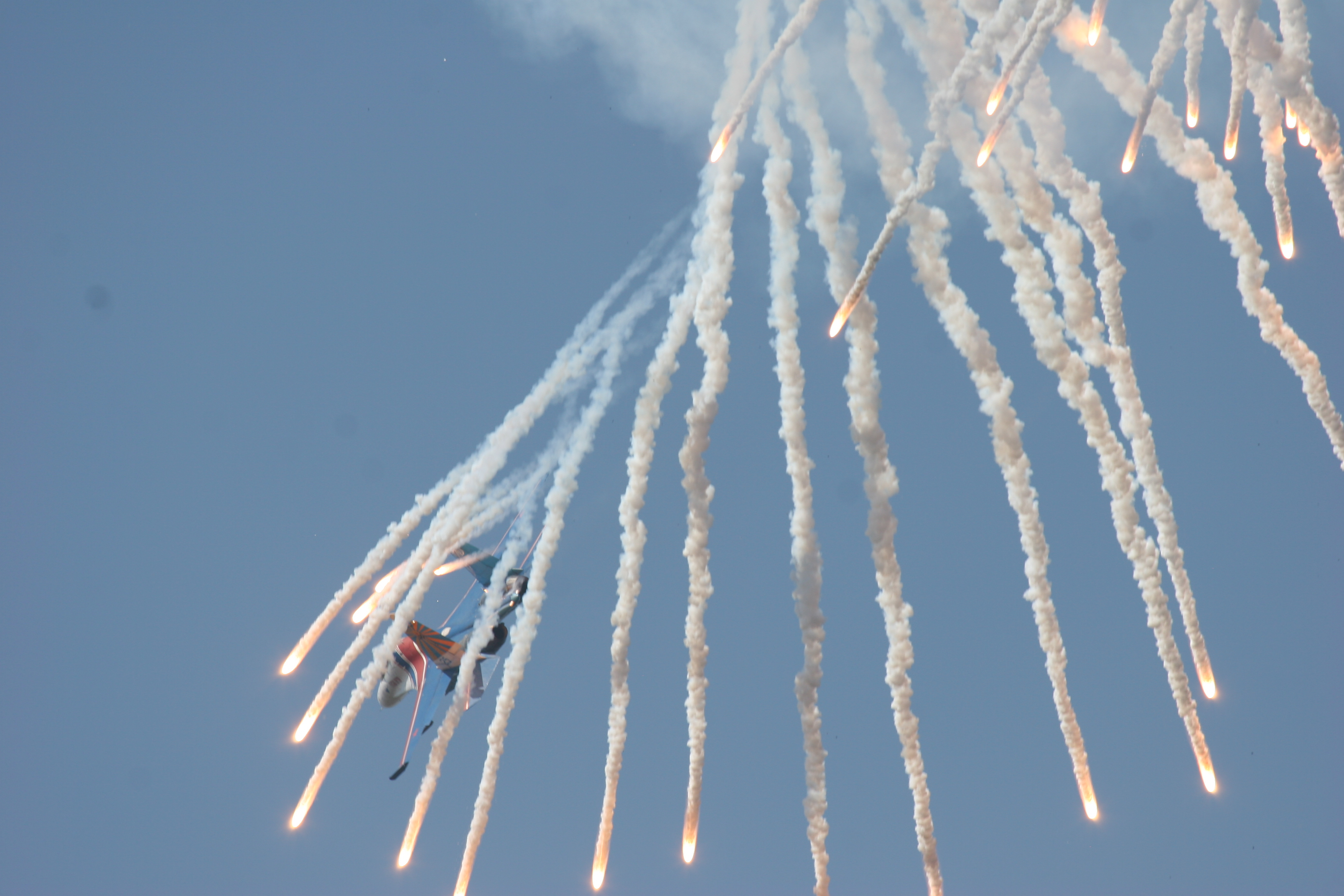
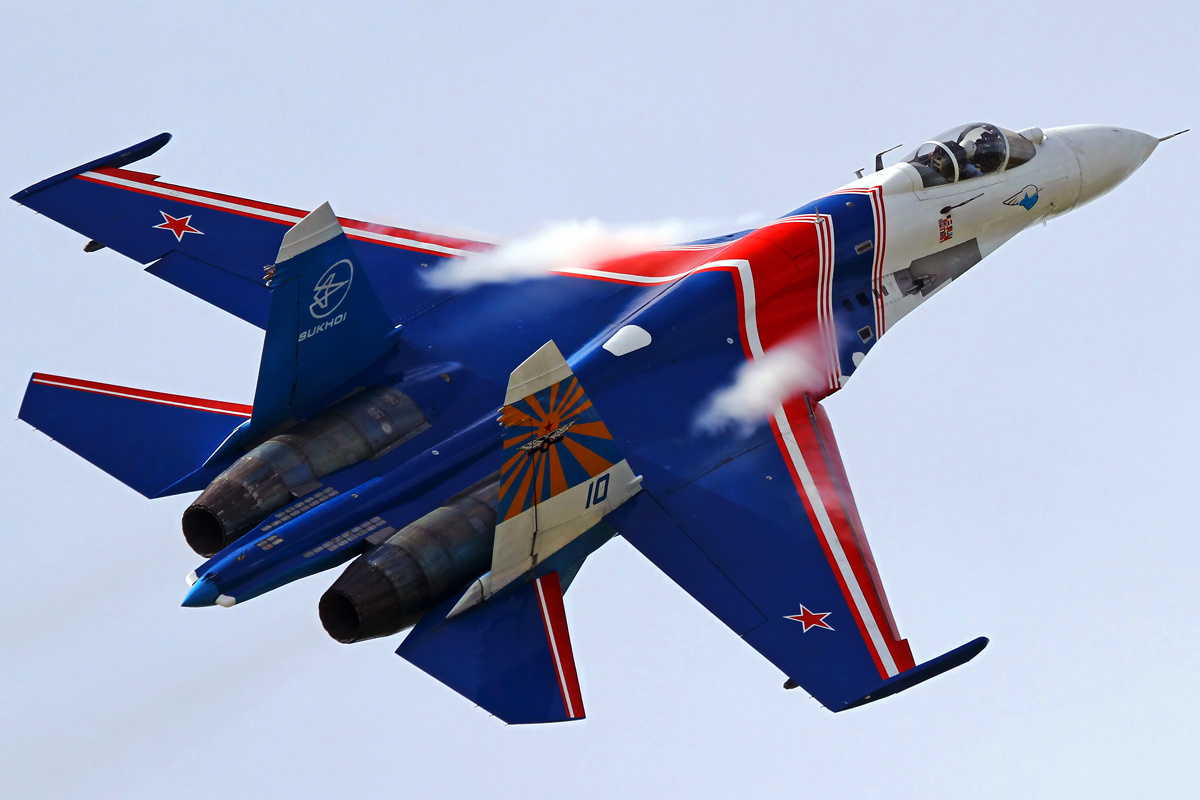
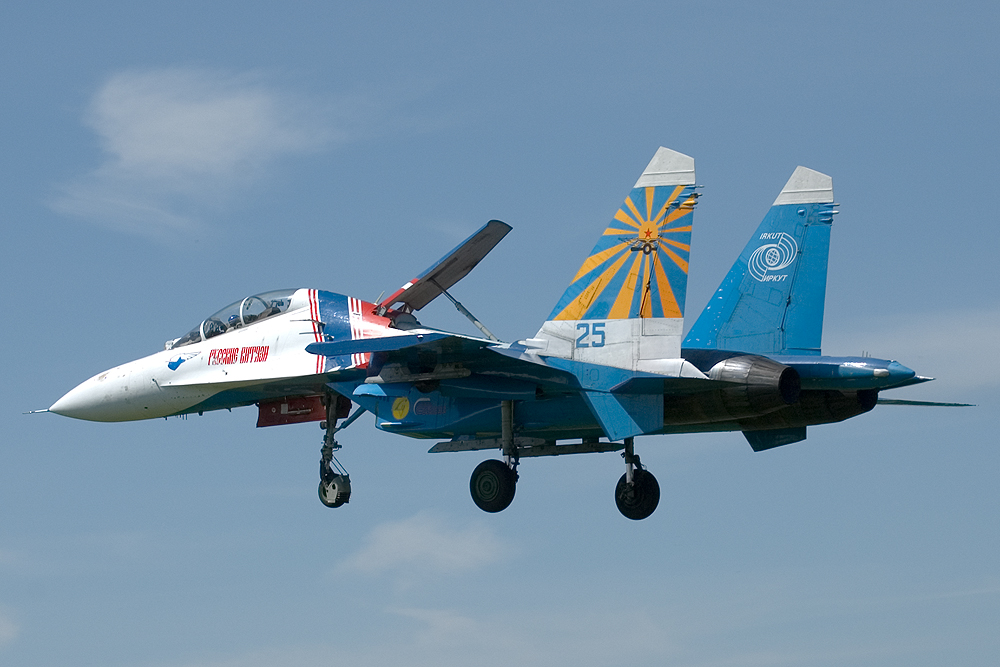
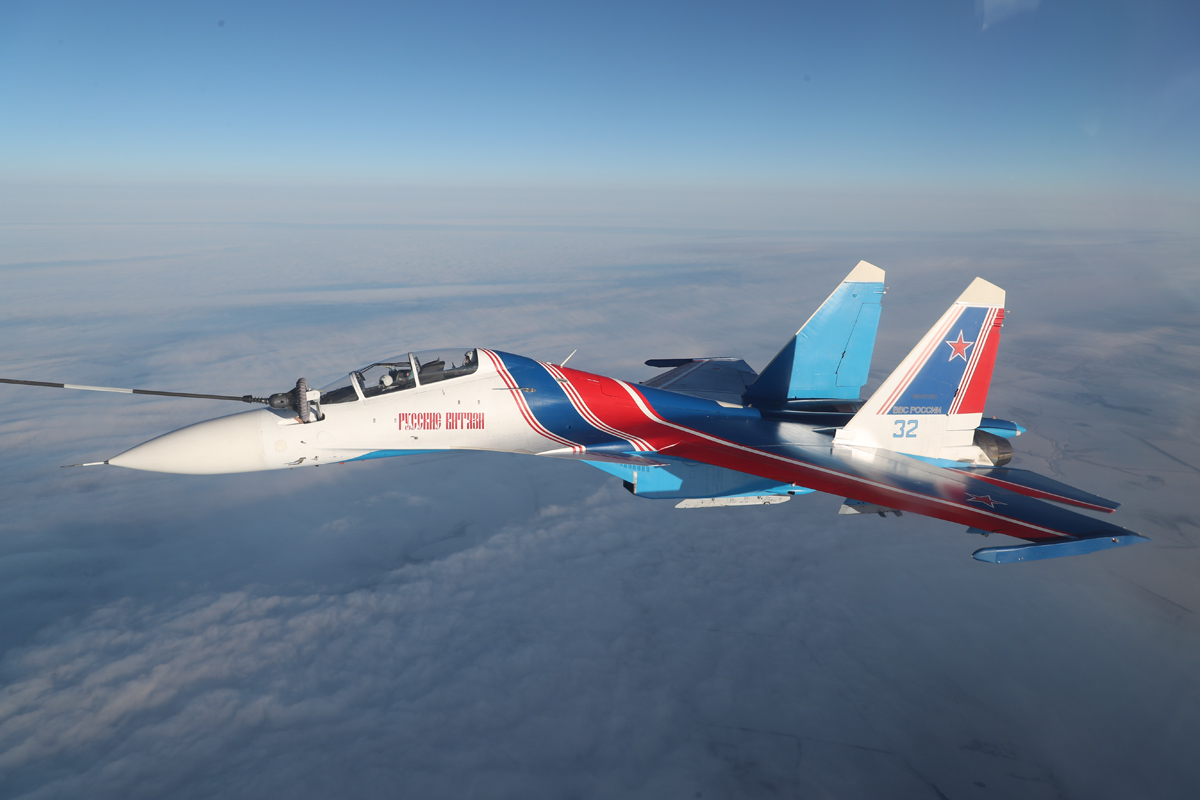
سوخت‌گیری
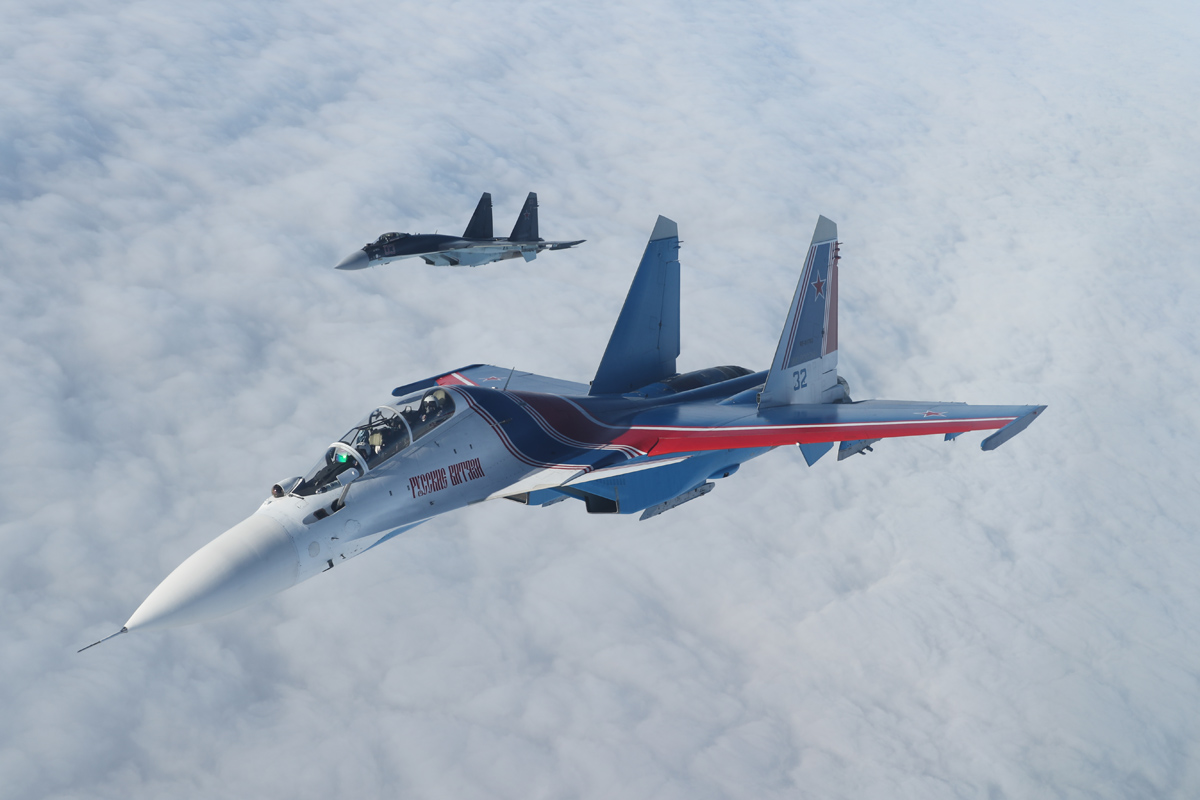
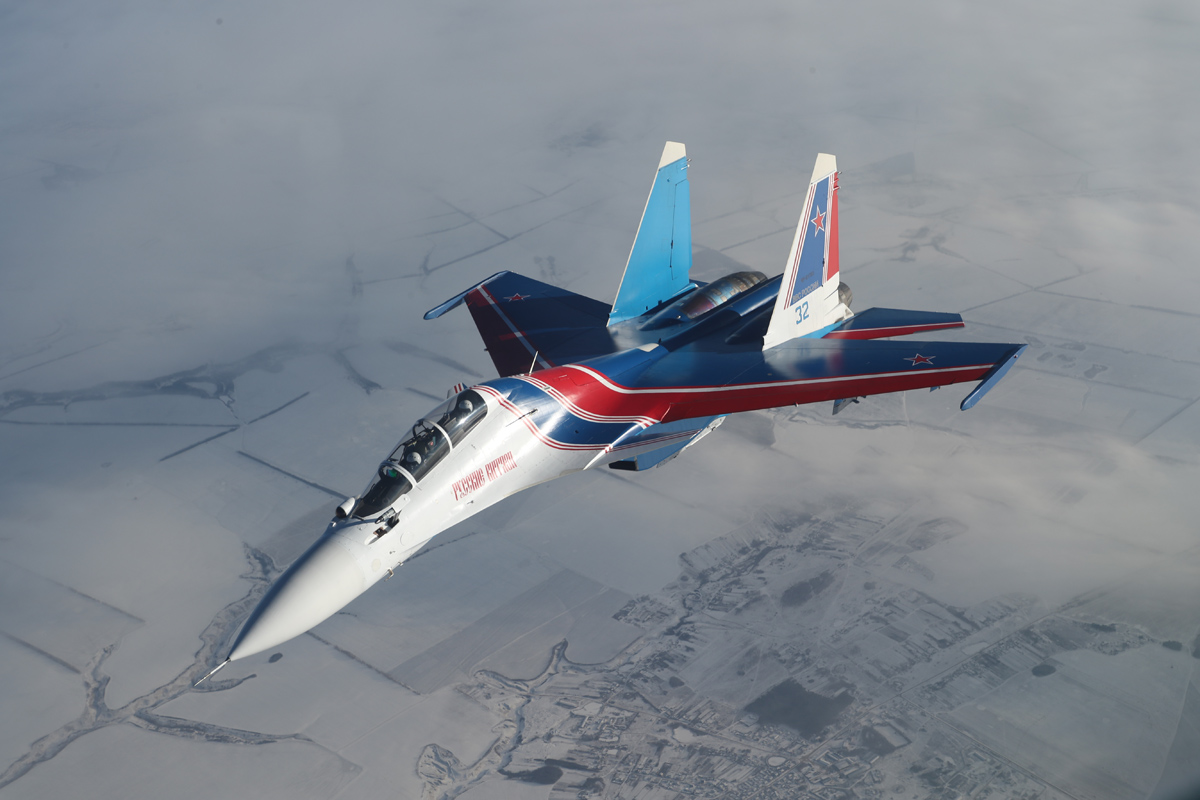
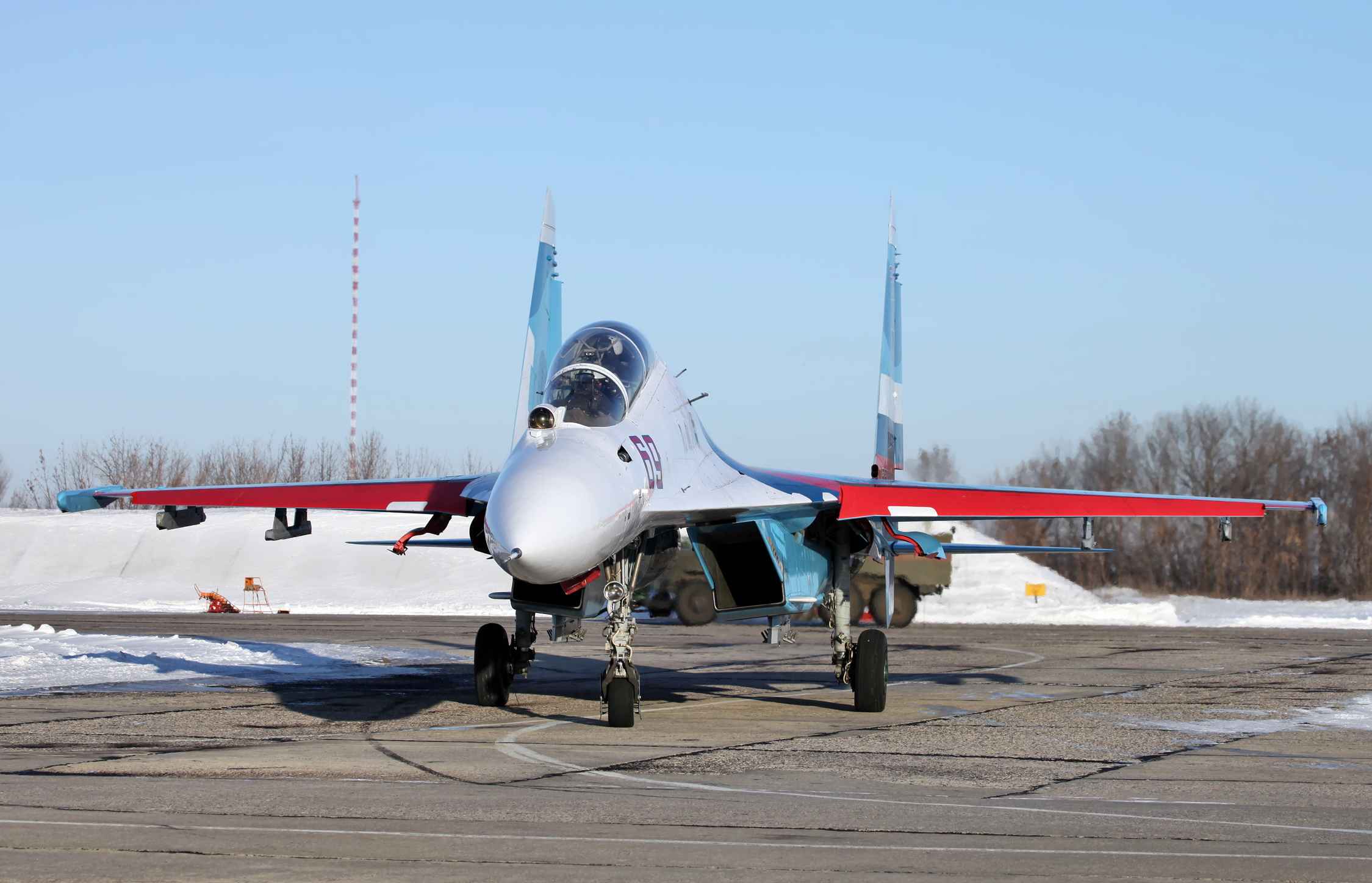
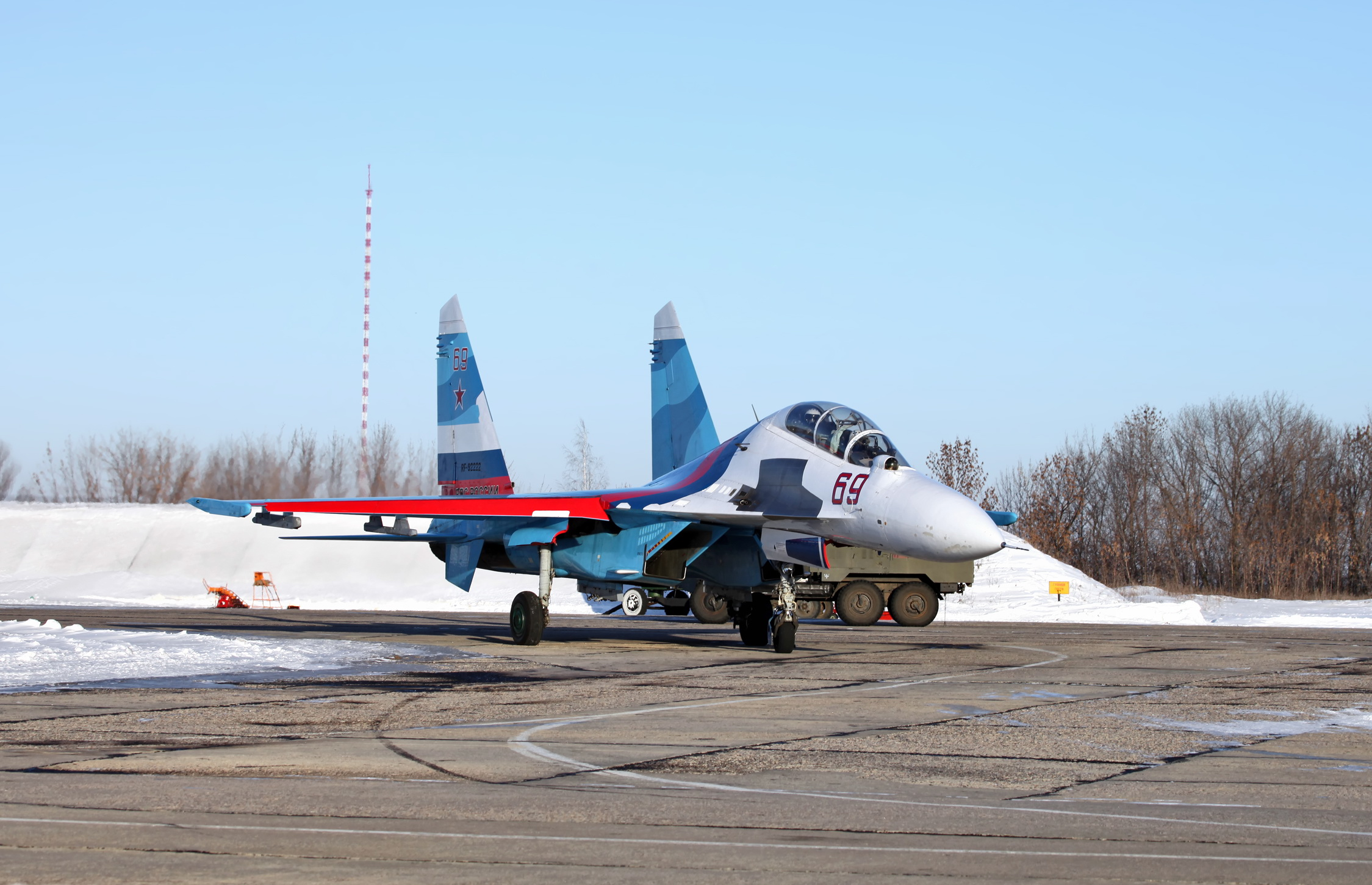